# Carles Puyol
Carles Puyol Saforcada (født 13. april 1978 i La Pobla de Segur, Lleida, Catalonien) er en tidligere professionel fodboldspiller fra Spanien, der spillede hele sin karriere i den spanske La Liga-klub FC Barcelona. Han opnåede han at være anfører i Barcelona, og var viceanfører på det spanske landshold.

## Historie
Puyol kom til Barcelonas ungdomsafdeling som 17-årig. Han kom op på B-holdet i 1995 og blev hentet til A-holdet af træner Louis van Gaal og debuterede den 2. november 1999 i 2-0-sejren over Valladolid. I begyndelsen blev han brugt som højre back, og han fik hurtigt en stamplads. I 2004 overtog Puyol anførerbindet efter Luis Enrique, og var holdets anfører, lige til han stoppede sin karriere som fodboldspiller i 2014.
Siden 2001 har Puyol også været fast mand på det spanske landshold. Puyol har været med til seks VM- og EM-slutrunder med Spanien, og han var med på holdene, der blev europamestre i 2008 og verdensmestre i 2010. Grundet skader var han ikke på holdet, da Spanien atter blev europamestre i 2012.
Puyol kan spille alle pladser i forsvaret og er stærk med kroppen og hovedet. Han kan også gå med offensivt, især ved dødboldsituatioer, men er dog bedst defensivt.
Den 13. november 2010 spillede han sin kamp nummer 500 for FC Barcelona. Kampen blev spillet mod Villarreal CF på hjemmebane, hvor FC Barcelona vandt 3-1.
Efter 2013-14-sæsonen valgte Puyol at stoppe sin aktive karriere, og sluttede sig i stedet til den sportslige stab i FC Barcelona.[kilde mangler]